# 子结构
在数学学科模型论中，某个其他模型的子模型或子结构是满足与最初模型同样关系的更小的模型。
形式定义如下。设 {\displaystyle M} 和 {\displaystyle N} 是同一个语言 {\displaystyle L} 的两个模型。我们称
{\displaystyle M} 是 {\displaystyle N} 的子模型(通常表示为 M ⊂ N) (等价的说，{\displaystyle N} 是  {\displaystyle M}的扩展)当且仅当 
1. {\displaystyle M} 的域是 {\displaystyle N} 的域的子集；
2. 对于所有 {\displaystyle L} 的 {\displaystyle n}-元关系符号 {\displaystyle R}，我们有 RM = RN ∩ Mn；
3. 对于所有 {\displaystyle L} 的 {\displaystyle m}-元函数符号 {\displaystyle f}，我们有 {\displaystyle f^{M}=f^{N}|M^{m}\ }；
4. 对于所有 {\displaystyle L} 的常量符号 {\displaystyle c}，我们有 {\displaystyle c^{M}=c^{N}\ }。

比如 (Q, +, ×, <, 0, 1) 是 (R, +, ×, <, 0, 1) 的子模型。
在语言的模型的范畴中，子模型将是子对象。